# لی سانگ جون
لی سانگ جون (کره‌ای: 이상준؛ زادهٔ ۱۹۹۸) بازیگر اهل کره جنوبی است.

## فیلم‌شناسی

### مجموعه تلویزیونی
| سال  | عنوان                 | نقش          | منابع |
| ---- | --------------------- | ------------ | ----- |
| ۲۰۲۱ | مدرسه ۲۰۲۱            | لی جه هیوک   | [ ۲ ] |
| ۲۰۲۴ | زن زیبا و مرد رمانتیک | پارک دو جون  | [ ۳ ] |
| ۲۰۲۴ | رک و راست             | سونگ کی بک   | [ ۴ ] |
| ۲۰۲۴ | ارتباط                | کیم وو سونگ  | [ ۵ ] |
| ۲۰۲۴ | بازی مرکب ۲           | منیجر        |       |
| ن/م  | هی سو در کلاس ۲       | کیم سونگ وون | [ ۱ ] |